# Rock Without Limits
Rock Without Limits ist ein Musikfestival, dessen Schwerpunkt auf christlichem Metal und Rock liegt. Es fand von 2003 bis 2012 an wechselnden Orten der Region Neckar-Alb statt. 2013 fand das Festival unter dem Namen Music Without Limits in der Carl Benz Arena in Stuttgart statt. Nach einigen Jahren Pause kündigte der Veranstalter an, das Festival 2018 in kleinerem Rahmen erstmals seit 2013 wieder zu veranstalten.

## Geschichte
Rock Without Limits entstand im Jahr 2003 kurz nach Gründung des Vereins Music Without Limits e. V. Im ersten Jahr besuchten etwa 450 Besucher das Festival, im Jahr 2010 waren es insgesamt über 5.000 (3.000 am Freitag, 2000 am Samstag). Rock Without Limits ist damit eins der größten Festivals christlicher Pop- und Rockmusik in Deutschland. Die Veranstalter schenken keinen Alkohol aus.
Ursprünglich hatte das Festival nur eine Bühne. Seit 2008 gibt es drei Bühnen. Auf der Bühne „Mainstage“ ist vor allem Mainstream-Rock zu hören. Auf der „Alternastage“ laufen Hardrock, Hardcore und Metal. Auf der „Unpluggedbühne“ sind vor allem Singer/Songwriter sowie ruhigere Bands zu hören.
Nach einer Pause zwischen 2014 und 2017 findet das Festival 2018 unter dem Namen „Rock without Limits - Back to the Roots“ erstmals wieder im kleineren Rahmen mit drei Bands am Ort des ersten Festivals 2003 statt.

## Liste der Konzerte
| Jahr | Ort          | Bands | Besucher | Bemerkungen            |
| ---- | ------------ | --- | -------- | ---------------------- |
| 2003 | Mössingen    | Seekersplanet, The Electrics, Stage Two, Stuck in Childhood, Kellerasseln | 450      |                        |
| 2004 | Bodelshausen | Mammuth, Crushead, Remission, Stuck in Childhood, Line of Vision, Phloxx | 400      |                        |
| 2005 | Albstadt     | Staple, Last Tuesday, Seekersplanet, Capewalk, Make Up Your Mind, Arson, Toelz, Sprinx, D:Projekt, Lightguide, Deepwater, Ambassador | 450      | zweitägig              |
| 2006 | Mössingen    | Crushead, Make Up Your Mind, Wonderland, Remission, Arson, Issue | 600      | ausverkauft            |
| 2007 | Mössingen    | Mortification, Crushead, October Light, The Spirit That Guides Us, D:Projekt, Line Of Vision, Antz Of Glory | 700      | ausverkauft            |
| 2008 | Gomaringen   | Sonicflood, Spoken, Falling Up, Mojo feat. October Light, The Spirit That Guides Us, Sacrety, John Reuben, Claas P. Jambor, Mammuth, Good Weather Forecast, Sarah Brendel, Freequency, Antz of Glory, Ceil, Line Of Vision | 2.000    |                        |
| 2009 | Gomaringen   | Kutless, Pillar, Paul Colman, Becoming the Archetype, Mojo feat. October Light, Theocracy, HB, D:Projekt, Freequency, Sacrety, Under Control, Good Weather Forecast, Claas P. Jambor, Steve Savage, Ceil, Sprinx, A Roses Diary, Lilly Among Thorns | 3.000    | ausverkauft            |
| 2010 | Gomaringen   | 1. Tag: Disciple, Demon Hunter, The Insyderz, Spoken, The Letter Black, Good Weather Forecast, Everyday Sunday, Claas P. Jambor, Sacrety, Wake Up, Intohimo, Ceil, About An Author, Tobias Hundt, Daniel Benjamin, Lilly Among Thorns, Stubi Live Band, Lifetape, H.O.P.E. 2. Tag: Hillsong London, G-Powered | 5.000    | zweitägig, ausverkauft |
| 2011 | Balingen     | Pillar, MxPx All Stars, Pigeon John, Seabird, Good Weather Forecast, Blindside, Sea And Air, War Of Ages, Becoming the Archetype, Write this Down, In The Midst Of Lions, Immortal Souls, Woke Up In Hospital, Golden Resurrection, Paul Colman, Steve Savage, Jessa Anderson, Lilly Among Thorns, Emanuel Reiter, September Leaves, Thousand Foot Krutch, Me in Motion, The Letter Black, John Reuben, D:Projekt, Johannes Falk, Everyday Sunday, Project 86, Theocracy, Showbread, Texas In July, The Spirit That Guides Us, Holding Onto Hope, Sacrety, Arson, St. Zion, Poema, Claas P. Jambor, Florian Ostertag, Glückskeksautor, Duo Zwischentöne, 12 Stones, Stars Go Dim, Cory Lamb | 3.000    | zweitägig              |
| 2012 | Balingen     | Brian Doerksen, Aaron Gillespie, Gracetown, Case Crayenord, The Almost, Spoken, The Letter Black, Oh, Sleeper, InhaleExhale, Eleventyseven, Nine Lashes, Righteous Vendetta, Cathy Burton, Good Weather Forecast, Sacrety, Matt Baird, Claas P. Jambor, My Glorious, Aliens Ate My Setlist, My Little Rockstar Dream, Ceil, warumLila, Social Suicide | 2.500    |                        |
| 2013 | Stuttgart    | The Letter Black, Jeremy Camp, Manafest, Good Weather Forecast, Sacrety, Nine Lashes, Transform DJs, My little Rockstar Dream, Staryend, Piece of Heaven, The Ongoing Concept, Theocracy, Today Forever, Aliens Ate My Setlist, My Endless Wishes, Emily still reminds, Scratched by Thorns, Maskil, For me and my sons, St. Zion, My Glorious, Adam Cappa, Lea & the Brownies, Lifetape | 3.000    |                        |
| 2018 | Mössingen    | Spoken, Draw the Parade, Lichtfabrik |          |                        |

## Wissenswertes
- In den Jahren 2006, 2007, 2009 und 2010 war das Festival jeweils ausverkauft.
- 2005, 2010 und 2011 war das Festival zweitägig, in den restlichen Jahren eintägig.
- Rock Without Limits kreierte mit der Verpflichtung der kroatischen Band October Light zusammen mit dem Sänger der US-Band The O. C. Supertones eine Konstellation, die in der Folge noch viele Konzerte unter dem Namen Mojo & The Info spielte.
- Das Festival wird ehrenamtlich organisiert und durchgeführt.
- Nachdem das Festival von 2008 bis 2010 in Gomaringen stattfand, fand es 2011 erstmals in Balingen auf dem Gelände des Bang-Your-Head-Festivals statt.[3] Dort war die Mainstage in der Volksbankmesse, die Alternastage in einem Zelt und die Unplugged-Stage im Club „Loft“ untergebracht.
- 2013 fand das Festival einmalig in der Stuttgarter Carl-Benz-Arena statt. Der Fantreff der benachbarten Mercedes-Benz-Arena diente als Alternastage